# موش کیسه‌دار اترتون
موش کیسه‌دار اترتون (نام علمی: Antechinus godmani) نام یک گونه از سرده موش‌های کیسه‌دار پاپهن است.